# يوسوكي ساتو (لاعب كرة قدم مواليد 1982)
يوسوكي ساتو (باليابانية: 佐藤 祐介) (6 مارس 1982 في كوماموتو في اليابان – )؛ هو لاعب كرة قدم سابق كان يلعب كمدافع.